# Koopvaardij in de Romeinse keizertijd
De koopvaardijhandel in de Romeinse keizertijd (begin jaartelling - 395) was een bloeiende handel in verscheidene producten. Het constante transport van zware producten leidde tot zeer gespecialiseerde schepen. Ze zorgden voor de aanvoer van levensmiddelen die noodzakelijk was voor de grote stad.
In de keizertijd was Rome een bloeiende stad met circa 1.000.000 inwoners. Om deze bevolking te voeden, had de stad extra voedingsbronnen nodig. De handel was dus vooral in graan. Die kwam uit Egypte, meer bepaald uit de stad Alexandrië. Naast graan werden er ook wijn, olie (zowel voor in de keuken als voor ander gebruik) en 'garum' een soort vissaus geïmporteerd. Deze levensmiddelen werden vervoerd in amforae.
Er werd ook metaal in de vorm van ijzeren, loden en koperen staven ingevoerd. Verder werden er allerlei luxeproducten aangevoerd, marmeren tafels uit Afrika en Klein-Azië en graniet uit Egypte en zijde uit het Midden-Oosten, en exotische dieren die zouden dienen als circusattractie.

## Belangrijke havens
De belangrijkste havens om Rome te bereiken waren Ostia en Pozzuoli.
- Ostia lag meer stroomopwaarts en was daarom voor de grotere schepen niet te bereiken. Die schepen werden verplicht om op zee voor anker te gaan en hun lading te lossen op kleinere schepen, die pendelden tussen de schepen en de haven van Ostia. De kleinere schepen vormden een vloot van ongeveer 90 schepen die enkel graan vervoerden. Deze operaties waren erg lang en gevaarlijk daar de kust onherbergzaam en zandig was.
- Pozzuoli lag in de haven van Napels.

## Navigatie en de gevaren
Het transport van goederen tijdens de Romeinse keizertijd had vooral plaats in de Middellandse Zee. Metalen werden uit Groot-Brittannië geïmporteerd.
Op een snelle reis tijdens de zomermaanden kon een geladen zeilschip (laadvermogen > 130 ton) een snelheid tot 5 knopen halen. Een reis van Ostia naar Alexandrië nam 18 tot 25 dagen in. Zat de wind echter uit een slechte hoek, dan kon de reis tot tweemaal zo lang duren.
De kleinere schepen (laadvermogen < 130 ton) bleven langs de kust. De schepen waren niet genoeg geaccommodeerd voor grote overtochten.
Tijdens de winter lag de zeevaart nagenoeg stil. Van eind oktober tot begin april was er op de frequent bevaren routes bijna geen schip te bespeuren. De havens deden een winterslaap en wachtten de komst van de lente af.
Maar niet alleen de winter was een gevaar, ook piraterij teisterde de zeeën. Ten tijde van Keizer Augustus werd de piraterij echter zo goed als overwonnen.
Slecht weer, incorrecte kaarten en slechte navigatie-instrumenten konden wel grote schade brengen aan schepen.